# Adelita del Campo
Adela Carreras Taurà, conocida como Adelita del Campo (Barcelona, 3 de agosto de 1916 - Perpiñán, 24 de junio de 1999), fue una bailarina, actriz y activista feminista y anarcocomunista española.

## Biografía
Adela Carreras Taurà nació en Barcelona en agosto de 1916 y, a los dos meses de su nacimiento, sus padres partieron de gira por América dejándola al cuidado de sus abuelos. Desde niña, Adela acudió junto a su abuelo a las reuniones obreras que tenían lugar en la ciudad. Desde su infancia mostró interés por ser artista, por lo que por las tardes asistía a las clases de danza de la maestra Paulette Pàmies.
A finales de los años veinte, los padres de Adela formaron la compañía de variedades «Espectáculos Rialto», donde debutó Adelita con 12 años: la presentaban como «la pequeña artista Adelita Carreras» y cantaba La filla del pagès apareciendo de amorcillo en un cuadro que representaba el Olimpo.
De joven pronto se incorporó a las Juventudes Libertarias en su lugar de residencia, Alcañiz. Allí pasó buena parte de la guerra civil española y destacó por su apasionada militancia en la retaguardia en los distintos proyectos sociales y culturales de apoyo a los combatientes.
Ante la llamada de voluntarios por el Gobierno a colaborar en los hospitales de sangre, Adela asistió a un cursillo acelerado como ayudante de enfermería con el doctor Armengol y se incorporó a un hospital de sangre instalado en una iglesia desafectada.
Miembro de la organización anarquista Mujeres Libres, de la que fue una destacada participante en Aragón, actuó en el Teatro del Frente, sostenido por la Unión General de Trabajadores y en el periódico Titán.
Al finalizar la guerra civil se exilió en Francia. Allí pasó al menos por tres campos de concentración, razón por la que se le apodó Adelita del Campo. En el campo de Argelès-sur-Mer desarrolló una intensa actividad de fomento de la cultura con recitales poéticos, campañas de educación y alfabetización y edición de periódicos, entre otros el Boletín del Estudiante, y fuera de los campos dirigió la escuela maternal de la Colonia Escolar Canigó. En esta época conoció a quien sería más tarde su pareja, el líder comunista Julián Antonio Ramírez Hernando, que había sido miembro del grupo teatral La Barraca, y que influiría en su ingreso en el Partido Comunista de España en el exilio. Ayudó a la resistencia francesa durante la ocupación del país por la Alemania nazi. Al final de la Segunda Guerra Mundial se estableció en Toulouse junto a Julián Ramírez.
Tras un periplo por Francia donde mantuvo activa su militancia política y trabajó en diversas empresas, instalada con su ya marido en París, en 1946 ambos se incorporaron al proyecto de Radio París en su emisión en lengua española, una de las emisoras antifranquistas más activas y duraderas. Esto fue posible gracias a que Adelita consiguió ingresar en el grupo teatral radiofónico español. Desde Radio París la voz de Adelita del Campo acompañaba las noches de los españoles en el exilio y los demócratas que permanecían en España hasta 1976, abriendo la programación siempre con la frase "¡Aquí radio París!". Con la Transición política pudieron volver a España y se establecieron en Muchamiel, Alicante, donde continuó activa en los proyectos de comunicación del Partido Comunista hasta su fallecimiento en 1999.
El archivo de Adelita del Campo y su marido, Julián Antonio Ramírez, fue donado en 2016 por su hijo, Carlos Ramírez Carreras, a la Biblioteca Valenciana Nicolau Primitiu. Está compuesto por documentos textuales y gráficos correspondientes mayoritariamente a la época del exilio. Es también una fuente importante de información sobre el mundo artístico de «variedades» de los años veinte a los años cincuenta.